# Orquesta Flor de Cuba
La Orquesta Flor de Cuba es el nombre de una banda de música popular cubana de mitad del siglo XIX, fundada por el clarinetista y compositor Juan de Dios Alfonso (1825-1877).

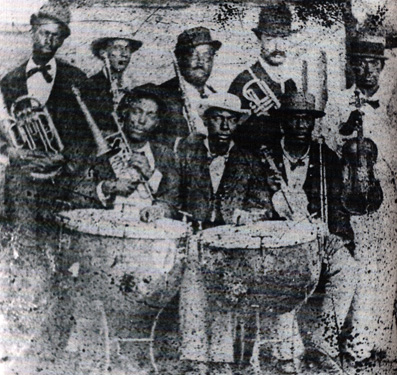
Orquesta Flor de Cuba
(posiblemente la más antigua foto
de una banda cubana de música popular).

## Historia
Juan de Dios Alfonso vivió en La Habana, donde ejerció como clarinetista de la banda La Unión de Feliciano Ramos en 1856 y dirigió la banda La Almendares en 1859. El origen de La Flor de Cuba no está muy claro, pero sí que llegó a ser una de las bandas más populares de mitad del siglo XIX. El grupo contaba con un repertorio de contradanzas y otros bailes de la época. Era lo que se conoce como una orquesta típica, con corneta, trombón, 2 clarinetes, 2 violines, contrabajo, percusión, güiro y un figle u ophicleide bajo con llaves, inventado en 1817 .
En 1869, la orquesta se encontraba tocando en el Teatro Villanueva cuando el local fue asaltado por el Cuerpo de Voluntarios, fuerza militar auxiliar del gobierno colonial español. En este ataque murieron diez personas que estaban como espectadores de una comedia satírico musical donde se ridiculizaba a los españoles. Este tipo de comedias eran conocidas por el nombre de bufos. Esto ocurría en el contexto de la guerra de los Diez Años que había empezado en 1868 cuando Carlos Manuel de Céspedes liberó a sus esclavos y declaró la independencia de Cuba. El sentimiento nacionalista se encontraba en alza y el gobierno colonial, al servicio de la oligarquía comercial española en la isla, reaccionaba en consecuencia. Este sentimiento nacional abarcaba a los músicos, en su mayoría gente de color. A causa de este trágico evento, los bufos fueron prohibidos durante varios años en la isla.